# Shotgun Wedding – Ein knallhartes Team
Shotgun Wedding – Ein knallhartes Team (Originaltitel: Shotgun Wedding) ist eine US-amerikanische Action-Filmkomödie aus dem Jahr 2022 von Regisseur Jason Moore mit Jennifer Lopez und Josh Duhamel in den Hauptrollen.

## Handlung
Darcy und Tom stehen kurz davor, in den Bund der Ehe einzutreten. Deshalb laden sie ihre Familien zu einer großen Hochzeitsparty auf die Philippinen ein. Als auch noch Darcys Ex-Freund Sean auftaucht, bekommen die beiden kalte Füße. Als wäre dies nicht schlimm genug, werden die Partygäste auch noch von Piraten als Geiseln genommen und das Leben aller ist in Gefahr. Während Darcy und Tom zusammenarbeiten und gemeinsam versuchen, ihre geliebten Familien zu retten, entdecken sie den wahren Grund ihrer Liebe wieder.

## Produktion
Der Film wurde im Januar 2019 mit Ryan Reynolds in der Hauptrolle unter der Regie von Jason Moore angekündigt. Im Oktober 2020 wurde mit Jennifer Lopez die weibliche Hauptrolle besetzt, während Armie Hammer Reynolds ersetzte. Hammer verließ aufgrund von Missbrauchsvorwürfen im Januar 2021 das Projekt und wurde von Josh Duhamel ersetzt. Weitere Rollen wurden im Februar 2021 besetzt.
Ursprünglich sollten die Dreharbeiten im Sommer 2019 beginnen. Diese wurden jedoch auf Februar 2021 verschoben. Gedreht wurde unter anderem in Boston und der Dominikanischen Republik. Die Dreharbeiten waren im April 2021 abgeschlossen.

## Veröffentlichung und Einspielergebnis
Ursprünglich sollte der Film am 29. Juni 2022 in die Kinos kommen. Im März 2022 erwarb Amazon Studios die Rechte an dem Film und veröffentlichte ihn in den Vereinigten Staaten digital auf Prime Video am 27. Januar 2023.
International behielt Lionsgate die Kinorechte an dem Film. In Deutschland lief er am 19. Januar 2023 in den Kinos an. Premiere feierte der Film am 28. Dezember 2022 in Singapur und Indonesien.
Die weltweiten Einnahmen des Films aus Kinovorführungen belaufen sich auf rund 8 Millionen US-Dollar. In Deutschland verzeichnete der Film 204.636 Besucher.

## Rezeption

### Auszeichnungen
MTV Movie & TV Awards 2023
- Nominierung für die Beste komödiantische Darbietung (Jennifer Coolidge)[9]

### Kritik
Das Lexikon des internationalen Films gibt einen von fünf Sternen. Es kritisiert den Film als „[m]isslungene[n] Versuch einer romantischen Actionkomödie mit einer überlangen Exposition, aufgesetzten Konflikten und espritlosen Dialogen“, bei dem „die Actionsequenzen […] mehrheitlich uninspiriert und hausbacken inszeniert [sind].“